# 6207 Bourvil
6207 Bourvil (1988 BV) là một tiểu hành tinh vành đai chính được phát hiện ngày 24 tháng 1 năm 1988 bởi S. Ueda và H. Kaneda ở Kushiro.